# Daseochaeta brevipennis
Daseochaeta brevipennis là một loài bướm đêm trong họ Noctuidae.